# Copa Mundial de fútbol sala de la FIFA 1992
La II Copa Mundial de fútbol sala de la FIFA de 1992 tuvo lugar Hong Kong entre el 15 de noviembre y el 28 de noviembre. Fue la segunda edición de este campeonato mundial. La apuesta, grande por tratarse de una de las asociaciones más pequeñas de la FIFA, tuvo un saldo más que positivo. Asistieron dieciséis seleccionados de todas partes del mundo: seis europeas, tres sudamericanas, tres asiáticas, dos norteamericanas, una africana y otra de Oceanía. 
Brasil ganó el torneo derrotando a los Estados Unidos en la final, logrando su segunda corona.

## Primera Ronda

### Grupo A
| Equipo    | Pts | PJ | PG | PE | PP | GF | GC | Dif |
| --------- | --- | -- | -- | -- | -- | -- | -- | --- |
| Argentina | 9   | 3  | 3  | 0  | 0  | 11 | 5  | +6  |
| Polonia   | 6   | 3  | 2  | 0  | 1  | 11 | 9  | +2  |
| Hong Kong | 3   | 3  | 1  | 0  | 2  | 7  | 7  | 0   |
| Nigeria   | 0   | 3  | 0  | 0  | 3  | 7  | 15 | -8  |

| 15 de noviembre de 1992 17.00 h | Hong Kong | 2:4 | Polonia |  |  |

| 15 de noviembre de 1992 15.00 h | Argentina | 6:2 | Nigeria |  |  |

| 17 de noviembre de 1992 20.30 h | Hong Kong | 1:2 | Argentina |  |  |

| 17 de noviembre de 1992 18.30 h | Polonia | 5:4 | Nigeria |  |  |

| 20 de noviembre de 1992 20.30 h | Hong Kong | 4:1 | Nigeria |  |  |

| 20 de noviembre de 1992 20.30 h | Polonia | 2:3 | Argentina |  |  |

### Grupo B
| Equipo       | Pts | PJ | PG | PE | PP | GF | GC | Dif |
| ------------ | --- | -- | -- | -- | -- | -- | -- | --- |
| Irán         | 6   | 3  | 2  | 0  | 1  | 18 | 13 | +5  |
| Países Bajos | 6   | 3  | 2  | 0  | 1  | 7  | 7  | 0   |
| Italia       | 3   | 3  | 1  | 0  | 2  | 15 | 16 | -1  |
| Paraguay     | 3   | 3  | 1  | 0  | 2  | 14 | 18 | -4  |

| 16 de noviembre de 1992 18.30 h | Países Bajos | 2:1 | Irán |  |  |

| 16 de noviembre de 1992 20.30 h | Paraguay | 5:7 | Italia |  |  |

| 18 de noviembre de 1992 20.30 h | Paraguay | 3:1 | Países Bajos |  |  |

| 18 de noviembre de 1992 18.30 h | Irán | 7:5 | Italia |  |  |

| 20 de noviembre de 1992 18.30 h | Países Bajos | 4:3 | Italia |  |  |

| 20 de noviembre de 1992 18.30 h | Irán | 10:6 | Paraguay |  |  |

### Grupo C
| Equipo     | Pts | PJ | PG | PE | PP | GF | GC | Dif |
| ---------- | --- | -- | -- | -- | -- | -- | -- | --- |
| Brasil     | 9   | 3  | 3  | 0  | 0  | 23 | 1  | +22 |
| Bélgica    | 6   | 3  | 2  | 0  | 1  | 8  | 8  | 0   |
| Australia  | 3   | 3  | 1  | 0  | 2  | 9  | 11 | -2  |
| Costa Rica | 0   | 3  | 0  | 0  | 3  | 9  | 29 | -20 |

| 16 de noviembre de 1992 20.30 h | Brasil | 3:0 | Australia |  |  |

| 16 de noviembre de 1992 20.30 h | Costa Rica | 2:6 | Bélgica |  |  |

| 19 de noviembre de 1992 20.30 h | Brasil | 15:1 | Costa Rica |  |  |

| 19 de noviembre de 1992 18.30 h | Australia | 1:2 | Bélgica |  |  |

| 21 de noviembre de 1992 18.30 h | Brasil | 5:0 | Bélgica |  |  |

| 21 de noviembre de 1992 18.30 h | Australia | 8:6 | Costa Rica |  |  |

### Grupo D
| Equipo         | Pts | PJ | PG | PE | PP | GF | GC | Dif |
| -------------- | --- | -- | -- | -- | -- | -- | -- | --- |
| España         | 7   | 3  | 2  | 1  | 0  | 18 | 15 | +3  |
| Estados Unidos | 6   | 3  | 2  | 0  | 1  | 18 | 9  | +9  |
| Rusia          | 4   | 3  | 1  | 1  | 1  | 20 | 16 | +4  |
| China          | 0   | 3  | 0  | 0  | 3  | 7  | 23 | -16 |

| 17 de noviembre de 1992 18.30 h | China | 5:6 | España |  |  |

| 17 de noviembre de 1992 20.30 h | Rusia | 3:8 | Estados Unidos |  |  |

| 19 de noviembre de 1992 20.30 h | Rusia | 10:1 | China |  |  |

| 19 de noviembre de 1992 18.30 h | España | 5:3 | Estados Unidos |  |  |

| 21 de noviembre de 1992 20.30 h | China | 1:7 | Estados Unidos |  |  |

| 21 de noviembre de 1992 20.30 h | España | 7:7 | Rusia |  |  |

## Segunda Ronda

### Grupo A
| Equipo         | Pts | PJ | PG | PE | PP | GF | GC | Dif |
| -------------- | --- | -- | -- | -- | -- | -- | -- | --- |
| Brasil         | 7   | 3  | 2  | 1  | 0  | 13 | 4  | +9  |
| Estados Unidos | 5   | 3  | 1  | 2  | 0  | 11 | 8  | +3  |
| Países Bajos   | 4   | 3  | 1  | 1  | 1  | 8  | 10 | -2  |
| Argentina      | 0   | 3  | 0  | 0  | 3  | 5  | 15 | -10 |

| 23 de noviembre de 1992 18.30 h | Argentina | 1:4 | Países Bajos |  |  |

| 23 de noviembre de 1992 20.30 h | Brasil | 2:2 | Estados Unidos |  |  |

| 24 de noviembre de 1992 20.30 h | Argentina | 1:5 | Brasil |  |  |

| 24 de noviembre de 1992 20.30 h | Países Bajos | 3:3 | Estados Unidos |  |  |

| 25 de noviembre de 1992 20.30 h | Argentina | 3:6 | Estados Unidos |  |  |

| 25 de noviembre de 1992 20.30 h | Países Bajos | 1:6 | Brasil |  |  |

### Grupo B
| Equipo  | Pts | PJ | PG | PE | PP | GF | GC | Dif |
| ------- | --- | -- | -- | -- | -- | -- | -- | --- |
| Irán    | 9   | 3  | 3  | 0  | 0  | 10 | 4  | +6  |
| España  | 6   | 3  | 2  | 0  | 1  | 14 | 10 | +4  |
| Bélgica | 3   | 3  | 1  | 0  | 2  | 9  | 10 | -1  |
| Polonia | 0   | 3  | 0  | 0  | 3  | 4  | 13 | -9  |

| 23 de noviembre de 1992 18.30 h | Irán | 2:0 | Polonia |  |  |

| 23 de noviembre de 1992 20.30 h | España | 5:3 | Bélgica |  |  |

| 24 de noviembre de 1992 18.30 h | Irán | 4:2 | España |  |  |

| 24 de noviembre de 1992 18.30 h | Polonia | 1:4 | Bélgica |  |  |

| 25 de noviembre de 1992 18.30 h | Irán | 4:2 | Bélgica |  |  |

| 25 de noviembre de 1992 18.30 h | Polonia | 3:7 | España |  |  |

## Fase final

### Cuadro de desarrollo
|  | Semifinales    | Semifinales |                |        | Final        | Final        |  |
|  |                |             |                |        |              |              |  |
|  |                |             |                |        |              |              |  |
|  | Brasil         | 4           |                |        |              |              |  |
|  | Brasil         | 4           |                |        |              |              |  |
|  | España         | 1           |                |        |              |              |  |
|  | España         | 1           |                | Brasil | 4            |              |  |
|  |                |             |                | Brasil | 4            |              |  |
|  |                |             | Estados Unidos | 1      |              |              |  |
|  | Irán           | 2           | Estados Unidos | 1      |              |              |  |
|  | Irán           | 2           |                |        |              |              |  |
|  | Estados Unidos | 4           |                |        | Tercer lugar | Tercer lugar |  |
|  | Estados Unidos | 4           |                |        | Tercer lugar | Tercer lugar |  |
|  |                |             |                |        |              |              |  |
|  |                |             |                |        | España       | 9            |  |
|  |                |             |                |        | España       | 9            |  |
|  |                |             |                |        | Irán         | 6            |  |
|  |                |             |                |        | Irán         | 6            |  |
|  |                |             |                |        |              |              |  |

### Semifinales
| 27 de noviembre de 1992 20.30h | Brasil | 4:1 | España |  |  |

| 27 de noviembre de 1992 18.30h | Irán | 2:4 | Estados Unidos |  |  |

### Tercer Puesto
| 28 de noviembre de 1992 18.30h | Irán | 6:9 | España |  |  |

### Final
| 28 de noviembre de 1992 20.30h | Brasil | 4:1 | Estados Unidos |  |  |

| Campeón Brasil 2.do Título |

## Posiciones
| Equipo | Equipo         | Pts | PJ | PG | PE | PP | GF | GC | Dif | Rend  |
| ------ | -------------- | --- | -- | -- | -- | -- | -- | -- | --- | ----- |
| 1      | Brasil         | 22  | 8  | 7  | 1  | 0  | 44 | 7  | +37 | 91,7% |
| 2      | Estados Unidos | 14  | 8  | 4  | 2  | 2  | 34 | 23 | +11 | 58,3% |
| 3      | España         | 16  | 8  | 5  | 1  | 2  | 42 | 35 | +7  | 66,6% |
| 4      | Irán           | 15  | 8  | 5  | 0  | 3  | 36 | 30 | +6  | 62,5% |
| 5      | Países Bajos   | 10  | 6  | 3  | 1  | 2  | 15 | 17 | -2  | 55,5% |
| 6      | Bélgica        | 9   | 6  | 3  | 0  | 3  | 17 | 18 | -1  | 50%   |
| 7      | Argentina      | 9   | 6  | 3  | 0  | 3  | 16 | 20 | -4  | 50%   |
| 8      | Polonia        | 6   | 6  | 2  | 0  | 4  | 15 | 22 | -7  | 33,3% |
| 9      | Rusia          | 4   | 3  | 1  | 1  | 1  | 20 | 16 | +4  | 44,4% |
| 10     | Hong Kong      | 3   | 3  | 1  | 0  | 2  | 7  | 7  | 0   | 33,3% |
| 11     | Italia         | 3   | 3  | 1  | 0  | 2  | 15 | 16 | -1  | 33,3% |
| 12     | Australia      | 3   | 3  | 1  | 0  | 2  | 9  | 11 | -2  | 33,3% |
| 13     | Paraguay       | 3   | 3  | 1  | 0  | 2  | 14 | 18 | -4  | 33,3% |
| 14     | Nigeria        | 0   | 3  | 0  | 0  | 3  | 7  | 15 | -8  | 0,0%  |
| 15     | China          | 0   | 3  | 0  | 0  | 3  | 7  | 23 | -16 | 0,0%  |
| 16     | Costa Rica     | 0   | 3  | 0  | 0  | 3  | 9  | 29 | -20 | 0,0%  |